# 博多大吉 愛のスコールアワー
『博多大吉 愛のスコールアワー』（はかただいきち あいのスコールアワー）は、TOKYO FM制作（他3局ネット）で2019年4月4日木曜日から2019年9月26日木曜日まで（局により曜日移動）放送されたラジオ番組である。

## 概要
お笑いコンビ・博多華丸・大吉の博多大吉が「愛」をテーマに悩める大人たちを応援していく番組。
エフエム東京をキーステーションにJFN系列のAIR-G'、FM OH!、FM FUKUOKAにネットしている。
なお、大吉はスポンサーであるサッポロビールの商品「愛のスコールホワイトサワー」のブランドキャラクターを務めている。

## 放送・配信時間
| 博多大吉 愛のスコールアワー | 博多大吉 愛のスコールアワー      | 博多大吉 愛のスコールアワー | 博多大吉 愛のスコールアワー | 博多大吉 愛のスコールアワー | 博多大吉 愛のスコールアワー |
| 放送対象地域                | 放送局名                         | 放送系列                    | 放送時間                    | 放送期間                    |                             |
| --------------------------- | -------------------------------- | --------------------------- | --------------------------- | --------------------------- | --------------------------- |
| 北海道                      | エフエム北海道（AIR-G'）         | JFN                         | 日曜 21:30 - 21:55          | 2019年4月7日 - 9月29日      |                             |
| 関東広域圏                  | エフエム東京（TOKYO FM、制作局） | JFN                         | 木曜 21:30 - 21:55          | 2019年4月4日 - 9月26日      |                             |
| 大阪府                      | エフエム大阪（FM OH!）           | JFN                         | 水曜 20:30 - 20:55          | 2019年4月3日 - 9月25日      |                             |
| 福岡県                      | エフエム福岡（FM FUKUOKA）       | JFN                         | 水曜 21:30 - 21:55          | 2019年4月3日 - 9月25日      |                             |

## パーソナリティ
博多大吉、古賀涼子（アシスタント）

## コーナー
今日の愛方アワー ～友達になりませんか?～
大吉が会ったことのない、または興味のある人物を"今日の愛方"としてゲストに呼び、2人の共通点を探るコーナー。
| 回 | 放送日（制作局に準拠） | ゲスト |
| -- | ---------------------- | ------ |
| 18 | 2019年8月1日           | 関口舞 |

モアラブアワー もっと愛されたい人相談所
もっと愛してもらいたいという悩みを持つゲストに迎え、大吉が原因を探り、愛される方法を探していくコーナー。
愛の決断アワー
リスナーの悩みや困りごとに対し、大吉が愛の決断をするコーナー。
今週のソウルフード
毎回、愛のスコールホワイトサワーのお供にしたい全国のソウルフードを紹介するコーナー。
| 回 | 放送日（制作局に準拠） | 紹介したソウルフード         |
| -- | ---------------------- | ---------------------------- |
| 1  | 2019年4月4日           | フレンチパピロ（福岡県）     |
| 2  | 2019年4月11日          | ハートフルチップル（茨城県） |

大吉的・大人の○○○
毎回、大人の○○○というお題についてリスナーの意見を交えつつ、大吉が独断と偏見でお題の答えを導いていくコーナー。
| 回 | 放送日（制作局に準拠） | テーマ                     |
| -- | ---------------------- | -------------------------- |
| 2  | 2019年4月11日          | 大人の愛ある初対面のマナー |

モアラブアワー もっと愛されたい人相談所
もっと愛してもらいたいという悩みを持つゲストに迎え、大吉が原因を探り、愛される方法を探していくコーナー。
愛の決断アワー
リスナーの悩みや困りごとに対し、大吉が愛の決断をするコーナー。
今週のソウルフード
毎回、愛のスコールホワイトサワーのお供にしたい全国のソウルフードを紹介するコーナー。
| 回 | 放送日（制作局に準拠） | 紹介したソウルフード         |
| -- | ---------------------- | ---------------------------- |
| 1  | 2019年4月4日           | フレンチパピロ（福岡県）     |
| 2  | 2019年4月11日          | ハートフルチップル（茨城県） |